# Lijst van burgemeesters van Hillegersberg
Dit is een lijst van burgemeesters van de voormalige Nederlandse gemeente Hillegersberg tot die in 1941 opging in de gemeente Rotterdam.
| Ambtsperiode | Naam burgemeester                                | Partij of stroming | Bijzonderheden                                                                                   |
| ------------ | ------------------------------------------------ | ------------------ | ------------------------------------------------------------------------------------------------ |
| 1825 - 1825  | Willem Verbrugge                                 |                    | tevens burgemeester van burgemeester van Bergschenhoek                                           |
| 1826 - 1837  | Willem Nicolaas Anthony van Mierop               |                    | tevens Bergschenhoek                                                                             |
| 1837 - 1863  | Albert Franciscus Leonard Bichon van IJsselmonde |                    | tevens burgemeester van Bergschenhoek                                                            |
| 1863 - 1865  | J.E.G. de Vries                                  |                    | tevens burgemeester van Bergschenhoek, eerder burgemeester van Krimpen aan de Lek                |
| 1865 - 1869  | mr. Anne Marie Maas Geesteranus (1836-1899)      |                    | tussen 1861 en 1864 was hij burgemeester van Hillegom, tevens burgemeester van Bergschenhoek     |
| 1869 - 1907  | Gillis Johannis le Fèvre de Montigny             |                    | tevens burgemeester van Bergschenhoek, eerder burgemeester van Berkel en Rodenrijs               |
| 1907 - 1924  | Jhr. Volkert Huibert de Villeneuve               |                    | tevens burgemeester van Schiebroek (1919-1924), eerder burgemeester van Alblasserdam (1898-1907) |
| 1924 - 1941  | Frederik Hendrik van Kempen                      |                    |                                                                                                  |